# Hirojuki Sakašita
Hirojuki Sakašita (* 6. květen 1959) je bývalý japonský fotbalista.

## Klubová kariéra
Hrával za Fujita Industries, Yomiuri.

## Reprezentační kariéra
Hirojuki Sakašita odehrál za japonský národní tým v roce 1980 celkem 1 reprezentační utkání.

## Statistiky
| Japonsko | Japonsko | Japonsko |
| Roky     | Záp.     | Góly     |
| -------- | -------- | -------- |
| 1980     | 1        | 0        |
| Celkem   | 1        | 0        |